# إدوارد سلوتر
إدوارد سلوتر (بالإنجليزية: Edward Slaughter)‏ هو أستاذ جامعي أمريكي، ولد في 26 فبراير 1903 في لويفيل في الولايات المتحدة، وتوفي في 30 يونيو 1985 في شارلوتسفيل في الولايات المتحدة.